# Sapromyza strahani
Sapromyza strahani är en tvåvingeart som beskrevs av Malloch 1927. Sapromyza strahani ingår i släktet Sapromyza och familjen lövflugor. Inga underarter finns listade i Catalogue of Life.